# アフターライフ
『アフターライフ』（原題: After.Life）は、2009年のアメリカ合衆国の映画。

## ストーリー
恋人であるポールが仕事でシカゴに引っ越すことになった。それを久しぶりの食事で知った小学校教師のアンナは、別れ話と早合点してしまう。嵐の中、店を飛び出したアンナは車を走らせている間に事故に遭ってしまう。
アンナが気がつくとそこは、葬儀会社を営むエリオット・ディーコンの屋敷の地下室であり、エリオットから「あなたは死んだ」と聞かされる。どうしても自分が死んだことが信じられないアンナを、エリオットは時に優しく、時に厳しく諭す。
その後、物語はアンナが実際には生きている可能性があることを示唆しつつも、その点については現実とも幻ともつかない曖昧な状態のまま展開する。
アンナの埋葬後の食事会の席で、酒浸りになっているポールに、エリオットはアンナが生きていることをほのめかしてポールを煽る。ポールは車を飛ばし、アンナの墓に向かう。途中、事故を起こしそうになるが何とかたどり着き、墓を掘り起こすと、確かにアンナは生きていた。抱き合う2人。ところが次の瞬間、アンナの姿が消え、気がつくとポールはエリオットの屋敷の地下室に横たわっていた。ポールは事故を起こして死んでいたのだ。
ここで映画は途切れてしまい観客に一応の納得がつくが、監督のインタビューによるとエリオットはシリアルキラーであり、生きていることに疲れた者、価値を見いだせなくなった者を対象に事故にあわせ、すぐに仮死状態になる薬を注射し殺害するという異常者ということになっている。つまりアンナは主張通り本編では生きており、生き埋めにされたということになりポールはラストシーンで殺されたということになる。

## キャスト
※括弧内は日本語吹替
- アンナ・タイラー - クリスティーナ・リッチ（甲斐田裕子）
- ポール・コールマン - ジャスティン・ロング（保村真）
- エリオット・ディーコン - リーアム・ニーソン（菅生隆之）
- ジャック - チャンドラー・カンタベリー（小日向みわ）
- トム・ピーターソン - ジョシュ・チャールズ（林和良）
- ハットン夫人 - アリス・ドラモンド（栗田かおり）

## 評価

### 批評家の反応
批評家からは概ね否定的な評価を受けた。Rotten Tomatoesでは52件のレビュー中27%が本作を支持し、平均点は4.5/10となった。Metacriticでは21名の批評家レビューに基づいて36点となった。 

## DVD
本作は日本では劇場未公開で、DVDが2011年1月28日にレンタル・発売された（発売元：カルチュア・パブリッシャーズ, 販売元：東宝）。
また、アメリカなどではBlu-ray Discも発売されている。